# 299P/Catalina-PANSTARRS
La comète Catalina-PANSTARRS, officiellement 299P/Catalina-PANSTARRS, est une comète périodique du système solaire, découverte le 31 janvier 1987 par les programmes Catalina Sky Survey et Pan-STARRS.